# سایبریا ۳
سایبریا ۳ (به انگلیسی: Syberia III) یک بازی ویدئویی در سبک ماجراجویی گرافیکی است که توسط مایکرویدس توسعه یافته و به‌وسیلهٔ آنومن در آوریل سال ۲۰۱۷ برای مایکروسافت ویندوز، پلی‌استیشن ۴، اکس‌باکس وان، و اواس ده، و اکتبر ۲۰۱۸ برای کنسول نینتندو سوئیچ منتشر شد. این بازی سومین قسمت از مجموعه بازی‌های سایبریا محسوب می‌شود و دارای عناصر استیم‌پانک است و شخصیت اصلی این مجموعه نیز کیت واکر است که به سراسر اروپای شرقی و سیبری سفر می‌کند.